# Rőt fagomba
A rőt fagomba (Neolentinus schaefferi) a Gloeophyllaceae családba tartozó, Eurázsiában elterjedt, elpusztult lombos fák törzsén élő, nem ehető gombafaj. 

## Megjelenése
A rőt fagomba kalapja 5-11 (22) cm széles, alakja fiatalon domború, később laposan kiterül, közepe többé-kevésbé bemélyed, akár tölcséres is lehet. Széle sokáig begöngyölt marad. Színe okkeres, világos vörösbarna, felszínén rókabarna pikkelykékkel. 
Húsa fehéres, idősen szívós. Szaga nem jellegzetes, íze kesernyés. 
Sűrű, vastag lemezei lefutók, fiatalon érszerűek, gyakori az elágazás és az keresztkötöttség. Élük világosabb, az idősebb példányokon fűrészes. Színük fiatalon krémszínű, később barnás. 
Tönkje 5-10 cm magas és 1-2 cm vastag. Színe okkerbarna, töve sötétebb. Felülete finoman pikkelyes vagy nemezes.
Spórapora krémsárga. Spórája hengeres, mérete 10-16 x 4-5 µm.

### Hasonló fajok
A nyárfa-tőkegomba, a nyár-fagomba, a lilás dücskőgomba hasonlíthat hozzá. 

## Elterjedése és termőhelye
Eurázsiában honos, Európában főleg délen, délkeleten fordul elő. Magyarországon helyenként, az alföldi nyárasokban gyakori lehet.  
Legyengült vagy elpusztult lombos fák (főleg nyár vagy fűz) törzsén él, azok anyagában barnakorhadást okoz. Melegkedvelő. Tavasztól őszig terem. 

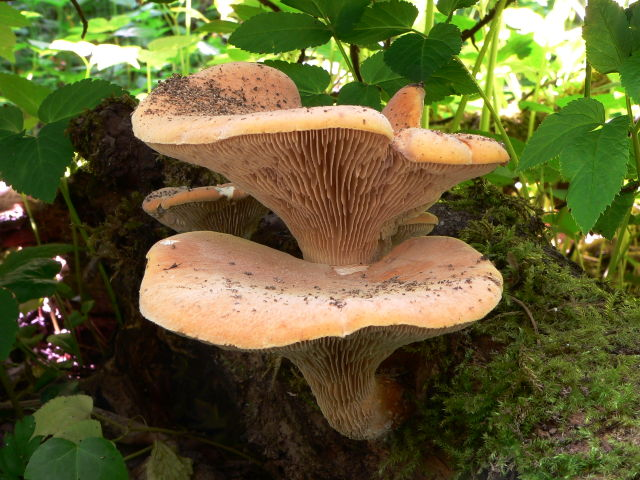
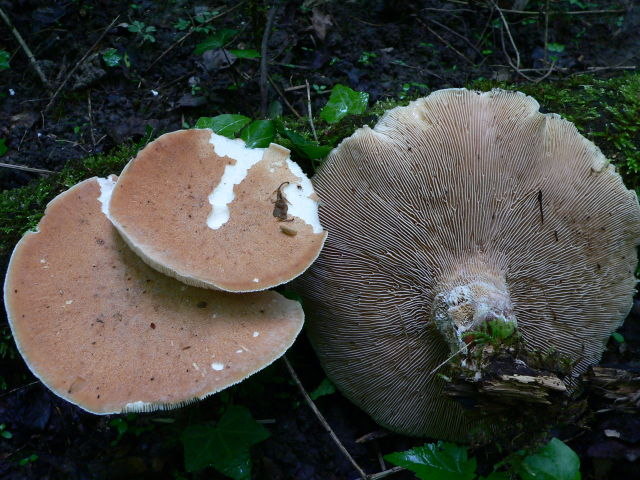
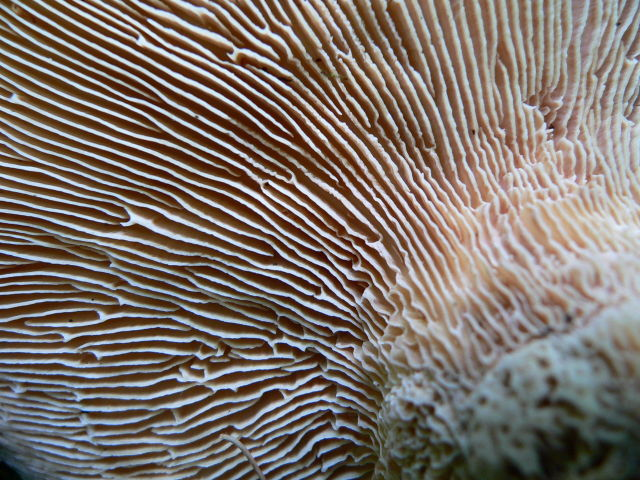

Nem ehető.    